# Eustictus albomaculatus
Eustictus albomaculatus är en insektsart som beskrevs av Johnston 1939. Eustictus albomaculatus ingår i släktet Eustictus och familjen ängsskinnbaggar. Inga underarter finns listade i Catalogue of Life.